# Rod Ferrell

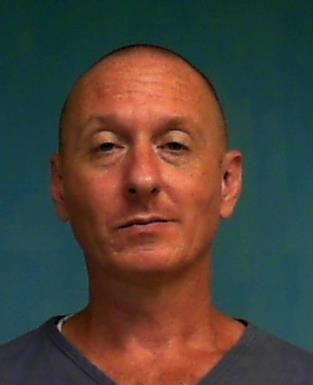
Rod Ferrell (2023)

Roderick Justin Ferrell (* 28. März 1980 in Murray, Kentucky) ist ein US-amerikanischer Okkultist und Doppelmörder. Der in den Medien als Vampir von Eustis genannte Ferrell wurde 1996 im Alter von 17 Jahren als einer der jüngsten Strafgefangenen im US-Bundesstaat Florida zum Tod verurteilt wurde.

## Leben

### Werdegang
Rod Ferrell wurde im März 1980 in Murray, einer Kleinstadt im US-Bundesstaat Kentucky, geboren. Seinen Vater Rick hatte er nie kennengelernt. Dieser hatte Rods Mutter Sondra Gibson während ihrer gemeinsamen Zeit an der High School kennengelernt. Sie heirateten, allerdings ließen sie sich kurz nach Rods Geburt scheiden. Rick Ferrell verließ bald darauf seine Familie und seinen Sohn und begann, Karriere in der US-Armee zu machen. Rod wurde von seiner bei seiner Geburt erst 17 Jahre alten Mutter erzogen, die als junge Erwachsene als Stripperin und Prostituierte ihren Lebensunterhalt verdienen musste, um sich und ihren Sohn finanziell durchzubringen. Auch wurde er zum Teil von seinen Großeltern erzogen, die strenge pädagogische Grundsätze hatten. Nach Ferrells späteren Aussagen wurde er von seinem Großvater im Alter von fünf Jahren das erste Mal sexuell missbraucht.
Sondra Gibson interessierte sich für Okkultismus und Vampire und begann dieses Interesse bald darauf mit ihrem Sohn zu teilen. Ihr gemeinsamer Lieblingsfilm war Bram Stoker’s Dracula, als dieser 1992 in die Kinos kam, auch spielten sie das Pen-&-Paper-Rollenspiel Vampire: Die Maskerade. Bald konnte Rod Ferrell nicht mehr zwischen Spiel und Wirklichkeit unterscheiden.
Mitte der 1990er Jahre zog Sondra mit Rod nach Eustis im US-Bundesstaat Florida. Hier lernte Ferrell im Jahr 1995 an der dortigen High School die zwei Jahre jüngere Heather Wendorf kennen. Aus anfänglicher Bewunderung und platonischer Freundschaft entwickelte sich eine feste Beziehung. Rod galt in seiner Jugend als charismatischer junger Mann, der aber äußerst introvertiert wirkte. Wenn er jedoch in seiner dunklen Kleidung und mit den langen dunklen Haaren durch die Straßen zog, genoss er andererseits das Image des Bad Boys, das ihm anhaftete.
Ferrells Interesse für Vampire und Übernatürliches färbte auch auf Heather ab. Eines Tages offenbarte sich Ferrell ihr gegenüber als Jahrhunderte alter, unsterblicher Vampir. Wendorfs Persönlichkeit begann sich zu verändern. Das 13 Jahre alte Mädchen kleidete sich ebenfalls dunkel und begann gegenüber ihren Eltern Rick und Ruth Wendorf sowie ihrer älteren Schwester Jennifer von Vampiren und der Unterwelt zu erzählen. Auch behauptete sie, Rod habe sie unter Hypnose gesetzt, und durch Magie wäre sie nun ebenfalls zu einer Vampirin geworden. Zusammen mit Ferrell führte Wendorf typische okkulte Handlungen durch. Sie verletzten sich und tranken das Blut des anderen. Als Sondra diese Entwicklungen mitbekam und eines Tages Zeugin eines jener Rituale wurde, bei denen Rod und Heather blutend am Boden des Jugendzimmers hockten, zog sie die Konsequenzen. Im Spätherbst 1995 zog sie mit Rod zurück nach Murray.
In Murray angekommen schloss sich Ferrell im September 1995 einer Gruppe von Jugendlichen um den zwei Jahre älteren Stephen Murphy an, dessen Spitzname „Jaden“ lautete. Die Gruppe bestand aus Teenagern, die sich selbst als Vampire betrachteten. Obwohl er in Murray neue Freunde fand, hielt er telefonisch Kontakt zu Wendorf. Es gab Tage, in denen er bis zu zehn Stunden täglich mit ihr telefonierte. Die Telefonkosten, die Ferrells Mutter zu zahlen hatte, betrugen über 1000 Dollar. Über das Telefon fassten die beiden Jugendlichen den Plan, eines Tages von zu Hause fortzulaufen. Doch dem standen Wendorfs Eltern entgegen, denen Heather bei einem jener Telefonate mit Ferrell den Tod wünschte. Als Rick Wendorf, Heathers Vater, den Kontakt seiner Tochter mit Rod untersagte und eines Tages einen dieser Anrufe am anderen Leitungsende unterbrach, begann Ferrell, ernsthafte Mordfantasien zu hegen.
In dem Jahr, in dem Heather und Rod getrennt waren, begann der 17-jährige Ferrell Drogen zu konsumieren. Zunächst experimentierte er mit Marihuana und LSD, zuletzt war er auch abhängig von Kokain und Heroin. Gleichzeitig begann er sich von „Jaden“, dem Anführer der Vampirgruppe, zu emanzipieren. Da er den Wunsch hatte, selbst eine eigene Gruppe zu führen, scharte er einige gleichaltrige Jugendliche um sich. Das erste Mitglied des Kults um Rod Ferrell war die 16 Jahre alte Charity Keesee, mit der Ferrell, obwohl er wusste, dass in Eustis Wendorf auf ihn wartete, auch eine sexuelle Beziehung unterhielt. Die beiden noch erwähnenswerten Gruppenmitglieder waren der 16 Jahre alte Scott Anderson und die 19 Jahre alte Dana Cooper. Rod gab den Außenseitern das Gefühl, besondere Menschen zu sein, und bald galt er für sie als Idol und „Erlöser“. Er konnte dank seines Charismas Menschen sehr schnell manipulieren. Durch diese Hybris begann er bald, die Kontrolle über sich selbst zu verlieren. Als er eine seiner Lehrerinnen an der Calloway County High School mit dem Tod bedrohte, musste er die Schule verlassen. Auch die Freundin von „Jaden“ wollte er ermorden. Er wollte das Blut der jungen Frau trinken und die Organe im Raum verteilen. Allerdings wurden all diese Fantasien nie Realität.
Mitte Oktober 1996 geriet Rod Ferrell erstmals in den Fokus der Polizei, als man ihn aufs Polizeirevier von Calloway County zu einem Verhör bat. Unbekannte Täter waren am 14. Oktober in ein Tierheim in Murray eingedrungen. Hier töteten sie zwei junge Hunde, einem von ihnen hatte man alle vier Beine abgeschnitten. Ob Ferrell oder einer seiner Freunde mit der Tat zu tun hatte, wurde nie restlos aufgeklärt. Allerdings legen die weiteren Ereignisse, darunter Ferrells fluchtartiger Aufbruch aus Murray, eine Tatbeteiligung durchaus nahe. Aus Furcht, entdeckt zu werden, beschloss Ferrell, nach New Orleans, Louisiana zu fahren. Allerdings wollte er zuvor Wendorf aus Eustis abholen.

### Doppelmord
Mitte November 1996 fuhr Ferrell schließlich zu seiner Freundin Heather, die er knapp ein Jahr lang nicht mehr gesehen hatte. Am 25. November 1996 feierten sie auf einem Friedhof bei Eustis ihr Wiedersehen, bei dem sie ein okkultes Ritual zelebrierten und das Blut des anderen tranken. In Rods Begleitung befanden sich Scott, Charity und Dana, die im Auto von Scott Anderson nach Eustis gefahren waren. Ferrell und Wendorf hatten nun vor, endgültig durchzubrennen und ein neues Leben zu beginnen. Die beiden verabredeten sich für den Abend; Heather wollte von zu Hause noch etwas abholen.
Der Abend im Haus der Wendorfs verlief unspektakulär. Heather sah kurz mit ihrem Vater fern, bis sie in ihr Zimmer ging und einige Sachen zusammenpackte. Auch schrieb sie einen kurzen Abschiedsbrief, in dem sie ihren Eltern mitteilte, sie würde sie nun für immer verlassen. Ihre Eltern sollten nicht nach ihr suchen, da es ihr dort, wo sie hingehe, gut gehen werde. Heather, die sich danach aus dem Haus begab, ging zum Platz, rund 400 Meter von ihrem Elternhaus entfernt, wo Rod zusammen mit Scott, Charity und Dana auf sie warteten. Als sie in das Auto stieg, bemerkte sie, dass sie in aller Eile etwas vergessen hatte. Rod bot an, den Gegenstand zu holen, und ging zusammen mit Scott zum Haus der Wendorfs. Kurz bevor sie die Mädchen verließen, fragte Rod Heather, ob sie immer noch wolle, dass ihre Eltern sterben sollten. Heather sagte laut Aussage: „Nein“. Über die Garage, die offen stand, betraten Ferrell und Anderson das Gebäude. Hier entdeckte Rod ein Brecheisen, mit dem er und Scott in die Wohnräumlichkeiten gingen. Der 49-jährige Rick Wendorf war auf dem Sofa beim Fernsehen eingeschlafen. Um bei dem, was sie nun vorhatten, ungestört zu sein, zog Rod das Kabel des Festnetztelefons aus der Wand. Rick Wendorf erwachte plötzlich und sah in die Gesichter zweier ihm fremder junger Männer. Rod zögerte nicht lange und begann mit dem Brecheisen immer wieder auf den Familienvater einzuschlagen. Mit Zigaretten brannte Rod dem toten Rick Wendorf ein „V“ in die Haut. Assistiert wurde ihm dabei von Scott. Die Schläge zertrümmerten dabei nicht nur Wendorfs Rippen, sondern verunstalteten sein Gesicht bis zur Unkenntlichkeit. Die 54-jährige Ruth Wendorf, welche die Schreie ihres Mannes hörte und ihm zu Hilfe kommen wollte, wurde ebenfalls von Rod mit dem Brecheisen attackiert und erschlagen. Danach verließen Rod und Scott den Tatort, nicht jedoch ohne zuvor den neuen SUV der Wendorfs zu stehlen. Mit zunächst zwei Autos begann die fast vier Tage dauernde Flucht der fünf Jugendlichen.
Als Jennifer Wendorf, Heathers ältere Schwester, gegen 22:30 Uhr von der Arbeit nach Hause kam, entdeckte sie die Leichen ihrer Eltern und registrierte das Verschwinden von Heather. Sie verständigte sofort die Polizei. Da sie sich noch gut an den Freund von Heather erinnern konnte, mit dem sie vor einem Jahr öfters zusammen gewesen war, war Rod Ferrell schnell der Hauptverdächtige.
Die jugendlichen Flüchtigen gerieten schon bald an die Grenzen ihrer finanziellen Möglichkeiten. Nach einigen Stunden Autofahrt in nordwestliche Richtung beschloss Rod in ein leeres Einfamilienhaus einzubrechen. Die Gruppe hatte jedoch kein Glück und erbeutete lediglich 20 Dollar, die die Besitzer in einer Spardose aufbewahrt hatten. Damit wurde an der nächsten Tankstelle der Tank des SUV befüllt. Während sie Scotts Auto am Straßenrand parkten, setzten sie die Flucht in Wendorfs Auto fort. Nun gestand auch Rod Heather, dass er ihre Eltern ermordet hatte. Heather nahm diese Tatsache ohne Regung zur Kenntnis. Über die US-Bundesstaaten Alabama und Mississippi erreichten sie nach vier Tagen Louisiana und die Hauptstadt Baton Rouge. Immer wieder war es während der Autofahrt zu Streitereien und Meinungsverschiedenheiten gekommen. Heather, Dana, Scott und Charity begannen an Rods Autorität zu zweifeln. In Baton Rouge musste Charity an einer Telefonzelle bei ihrer Großmutter in South Dakota anrufen und diese um Geld bitten. Charitys Großmutter willigte ein und wollte das Geld an ein Howard Johnson’s-Hotel in Baton Rouge überweisen. Hier sollte Charity das Geld abholen. Charitys Großmutter, die über CNN die Medienberichte zum Wendorf-Mord mitverfolgt hatte, verständigte jedoch auch umgehend die Polizei. Am Nachmittag des 29. November 1996 wurden die fünf Jugendlichen in der Hotel-Lobby von auf sie wartenden Polizisten verhaftet. Nach einer Woche in einem Untersuchungsgefängnis in Louisiana wurden die Fünf nach Florida überstellt.

### Prozess
Charity Keesee brach als Erste der Fünf bereits nach kurzer Zeit unter den Befragungen zusammen und gestand, dass sie wisse, dass Rod und Scott Heathers Eltern ermordet hatten. Sie habe versucht, den Mordplan den Jungen auszureden, was jedoch nicht funktioniert habe. Mit dieser Aussage stand auch fest, dass der Mord von langer Hand geplant und nicht zufällig passiert sei.
Rod selbst gestand ebenfalls bald den Mord. So sagte er in einem Verhör aus: „Ich bin zu ihrem Vater gegangen und habe ihm die Fresse poliert, bis er endlich aufhörte zu atmen, also ja, ich gebe den Mord zu. Es dauerte etwa 20 Minuten, bis er aufhörte. Ich schwöre, ich dachte, er sei unsterblich oder so. ... Ich habe ihn einfach weiter geschlagen, geschlagen, geschlagen, geschlagen..und es genossen!“
Während Rod, Charity, Scott und Dana ihre Beteiligung am Mord an Rick und Ruth Wendorf zugaben, gelang es Heather zur Überraschung vieler, die Staatsanwälte davon zu überzeugen, dass sie nicht gewusst habe und auch nicht wollte, dass ihre Eltern getötet werden sollten. Gegen sie wurde nie Anklage erhoben.
Am 12. Februar 1998 begann der Prozess gegen die übrigen Vier. Obwohl sich die Verteidigung bemühte, Rod als jemanden hinzustellen, der an einer Schizotypischen Persönlichkeitsstörung und auch am Asperger-Syndrom litt, blieben diese Bemühungen, ihren Mandanten für unzurechnungsfähig zu erklären, fruchtlos. Am 23. Februar 1998 wurde der erst 17 Jahre alte Rod Ferrell als zu diesem Zeitpunkt jüngster Häftling in Florida zum Tod auf dem Elektrischen Stuhl verurteilt. Über das Urteil meinte er in einem späteren Interview: „Auf den elektrischen Stuhl zu gehen, war, so morbide es auch klingen mag, eine Fantasie von mir. Daran habe ich schon vor langer Zeit gedacht, als ich neun Jahre alt war. Ich habe immer von meinem eigenen Tod geträumt.“
Charity Keesee wurde zu einer Freiheitsstrafe von 10,5 Jahren verurteilt; Dana Cooper erhielt eine Freiheitsstrafe von 17,5 Jahren. Scott Anderson, der gestand, Rod beim Doppelmord geholfen zu haben, wurde zu einer lebenslangen Freiheitsstrafe ohne die Möglichkeit einer vorzeitigen Haftentlassung verurteilt. Charity wurde 2006, nach 9 Jahren im Gefängnis entlassen, Dana nach Verbüßen von 13 Jahren, im Jahr 2011.
Im Jahr 2000 wurde Rods Todesurteil vom damaligen Generalstaatsanwalt von Florida, Bob Butterworth, in eine lebenslange Freiheitsstrafe ohne die Möglichkeit einer vorzeitigen Haftentlassung umgewandelt. 2012 urteilte der Supreme Court of Florida, dass Haftstrafen ohne Möglichkeit auf Bewährung für jugendliche Straftäter verfassungswidrig seien. Rod und Scott beschlossen, mit der neuen Erkenntnis vor Gericht zu ziehen, um zu erreichen, ebenfalls die Möglichkeit zu bekommen, einen Antrag auf Haftentlassung stellen zu können. Beide Anträge wurden im Januar 2013 von einem Berufungsgericht abgelehnt. Während Rods Verteidigung weitere Schritte für ihren Mandanten nicht weiter verfolgten, da es aussichtslos erschien, noch etwas für Rod als Haupttäter der Ermordung von Rick und Ruth Wendorf zu erreichen, hatten die Anwälte von Scott Anderson mehr Erfolg. 2018 wurde Scott vor einem Berufungsgericht zu einer Freiheitsstrafe von 40 Jahren verurteilt. Er hat frühestens im Jahr 2031 Anspruch auf eine frühzeitige Haftentlassung.
Scott Anderson ist Strafgefangener in der „Calhoun Correctional Institution“ in Blountstown; Rod Ferrell verbüßt seine Haftstrafe im „Northwest Florida Reception Center“ in Chipley.

## Verfilmung
2002 wurde das Filmdrama Vampire Clan produziert, das die Ereignisse in fiktionaler Weise aufbereitet. Die Rolle des Rod Ferrell übernahm der Schauspieler Drew Fuller.